# Августа фон Валдек-Пирмонт
Августа Амалия Ида фон Валдек-Пирмонт (на немски: Auguste Amelie Ida Prinzessin zu Waldeck und Pyrmont; * 21 юли 1824, Аролзен; † 4 септември 1893, Нордернай) е принцеса от Валдек-Пирмонт и чрез женитба графиня и първата княгиня и на Щолберг-Щолберг.

## Биография
Тя е дъщеря на княз Георг II Фридрих Хайнрих фон Валдек-Пирмонт (1789 – 1845) и съпругата му принцеса Емма фон Анхалт-Бернбург-Шаумбург-Хойм (1802 – 1858), дъщеря на княз Виктор II фон Анхалт-Бернбург-Шаумбург-Хойм (1767 – 1812) и принцеса Амалия фон Насау-Вайлбург (1776 – 1841). По-малка сестра е на княз Георг Виктор фон Валдек-Пирмонт (1831 – 1893). По-малката ѝ сестра Хермина (1827 – 1910) се омъжва в Аролзен на 25 октомври 1844 г. за княз Адолф I Георг фон Шаумбург-Липе (1817 – 1893).
Августа фон Валдек-Пирмонт се омъжва на 15 юни 1848 г. в Аролзен за граф и княз Алфред фон Щолберг-Щолберг (* 23 ноември 1820; † 24 януари 1903), единственият син на граф Йозеф Кристиан Ернст Лудвиг фон Щолберг-Щолберг (1771 – 1839) и графиня Луиза фон Щолберг-Щолберг (1799 – 1875). Алфред фон Щолберг-Щолберг получава на 22 март 1893 г. от кайзер Вилхелм II титлата „княз и граф на Щолберг“.
Тя е леля на Мария (1857 – 1882), омъжена на 15 февруари 1877 г. за по-късния крал Вилхелм II фон Вюртемберг (1848 – 1921), и на Емма (1858 – 1934), омъжена на 17 януари 1879 г. в Аролзен за крал Вихелм III от Нидерландия (1817 – 1890).
Августа фон Валдек-Пирмонт умира на 4 септември 1893 г. на 69 години в Нордернай.

## Деца
Августа фон Валдек-Пирмонт и княз и граф Алфред фон Щолберг-Щолберг имат седем деца:
- Волфганг Георг фон Щолберг-Щолберг (* 15 април 1849, Щолберг; † 27 януари 1903, Ротлебероде), 2. княз на Щолберг-Щолберг, женен на 19 май 1897 г. в Меерхолц, Гелнхаузен, за графиня Ирмгард Текла фон Изенбург-Бюдинген-Меерхолц (* 11 юли 1868, Меерхолц; † 4 юли 1918, Нордхаузен), дъщеря на граф Карл Фридрих фон Изенбург-Бюдинген-Меерхолц (1819 – 1900) и принцеса Агнес фон Изенбург-Бюдинген-Бюдинген (1843 – 1912)[5]
- Еберхард Беренгар фон Щолберг-Щолберг (* 5 юни 1851, Щолберг; † 20 август 1851, Щолберг), граф
- Волрат/Валрад Елингер фон Щолберг-Щолберг (* 9 ноември 1852, Манхайм; † 18 май 1906, Щолберг), принц, неженен
- Хайнрих Отомар фон Щолберг-Щолберг (* 6 март 1854, Щолберг; † 15 декември 1935, Щолберг), граф на Щолберг-Щолберг, неженен
- Ерика Юлиана фон Щолберг-Щолберг (* 15 юли 1856, Щолберг; † 20 март 1928, дворец Ротлебероде, погребана в Щолберг), омъжена на 12 септември 1878 г. в Щолберг за граф Франц Георг Албрехт IV Ернст Фридрих Лудвиг Кристиан фон Ербах-Ербах (* 22 август 1844, Ербах; † 19 април 1915, Обер-Мосау)[6]
- Албрехт Илгер фон Щолберг-Щолберг (* 16 януари 1861, Щолберг; † 29 юли 1903, дворец Еулбах до Ербах), принц, неженен
- Фолквин Удо фон Щолберг-Щолберг (* 15 септември 1865, Щолберг; † 25 май 1935, замък Ротлебероде), принц, неженен